# Amphipyra
Genre
Amphipyra est un genre de lépidoptères nocturnes de la famille des Noctuidae, sous-famille des Amphipyrinae et de la tribu des Amphipyrini.

## Systématique
Le genre a été décrit par l'entomologiste allemand Ferdinand Ochsenheimer, en 1816.

### Synonymie
- Pyrois Hübner, 1820[2]
- Scotophila Hübner, [1821]
- Pyrophila Stephens, 1829
- Philopyra Guenée, 1837
- Neocomia Rougemont, 1905
- Peripyra Hampson, 1908
- Pyramidcampa Beck, 1991 [3]
- Adamphipyra Beck, 1991[4]
- Tetrapyra Beck, 1991[4]
- Antiamphipyra Beck, 1991[5]

## Espèces rencontrées en Europe
- Amphipyra berbera Rungs, 1949
- Amphipyra livida (Denis & Schiffermüller, 1775)
- Amphipyra micans Lederer, 1857
- Amphipyra molybdea Christoph, 1867
- Amphipyra perflua (Fabricius, 1787)
- Amphipyra pyramidea (Linnaeus, 1758) - la Noctuelle cuivrée
- Amphipyra stix Herrich-Schäffer, 1850
- Amphipyra submicans Kuznetzov, 1958
- Amphipyra tetra (Fabricius, 1787)
- Amphipyra tragopoginis (Clerck, 1759)